# 金刚石压砧
金刚石压砧是地质学、工程学或材料科学实验中使用的一种高压器件，可以帮助对毫米级以下的物体施加极高的压力，常可达到100至200兆帕。该器件常被用来再现行星内部深处的高压状态以合成通常条件下难以见到的物质或状态，它由两颗相对的金刚石组成，其间夹住样品。2017年，美国哈佛大学科学家宣称，利用该器件將以3250萬公斤的力施加於6.5平方公分的氫樣本上，此壓力已強過地心壓力，也已逼近合成鑽石強度崩潰邊緣。 成功让气体型态的氢在充分压缩后，转变成为金属氢。